# Hyundai Initium
Hyundai Initium (укр. Хюндай Ініціум) ― концептуальний кросовер з силовою установкою на основі водневих паливних елементів від Hyundai. Серійна версія була представлена як Hyundai Nexo другого покоління. 

## Опис

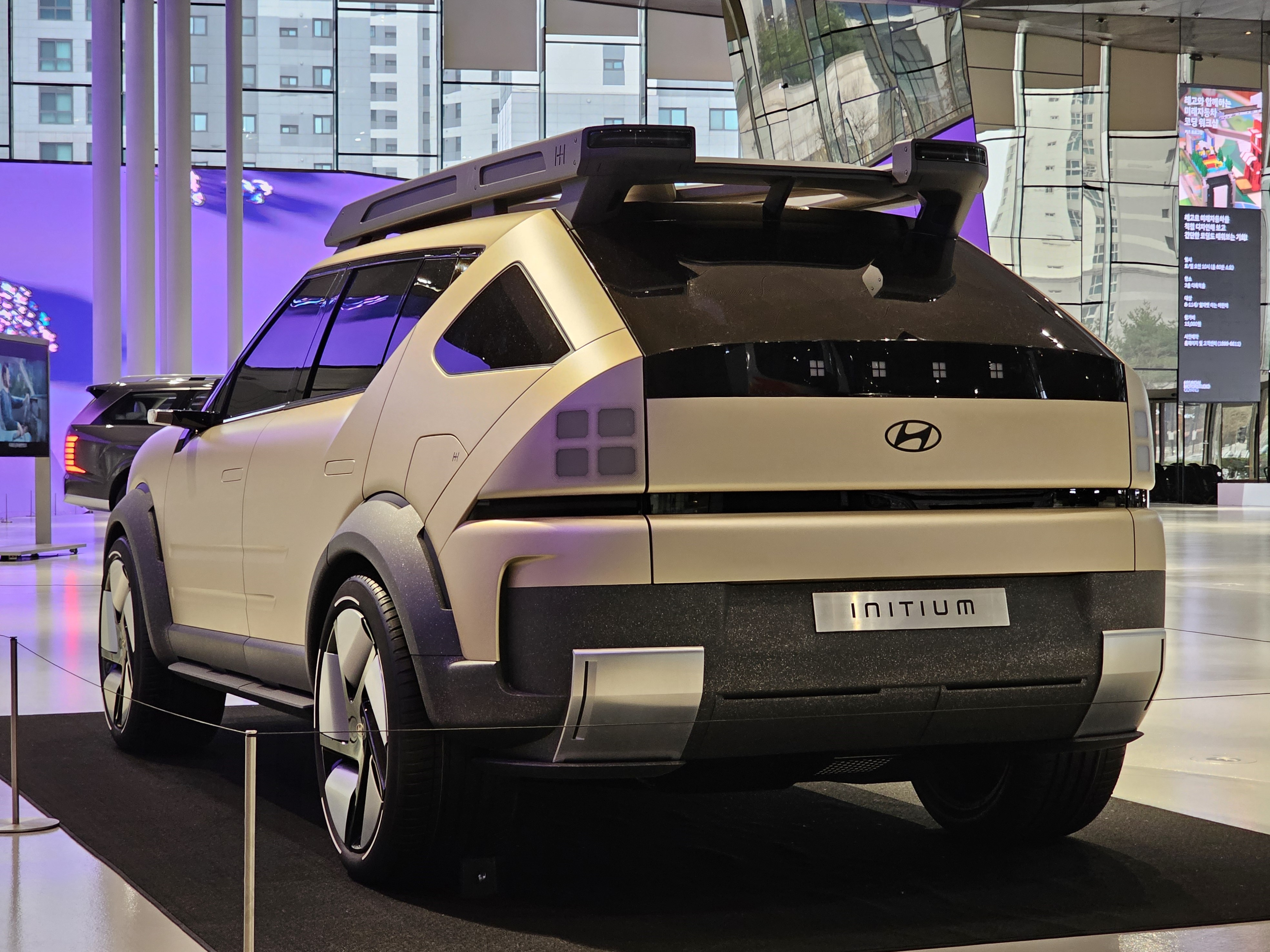

Initium було представлено на заході Clearly Committed: Upright Belief, що відбувся в Hyundai Motorstudio Goyang 31 жовтня 2024 року.  У листопаді його вперше представили в Північній Америці на автосалоні в Лос-Анджелесі 2024 року.  Initium означає початок/перший латиною та має значення піонера у відкритті водневого суспільства.
Він пояснив, що Hyundai відображає нову мову дизайну компанії «Мистецтво сталі» та підкреслює природну еластичність сталі, міцність і красу матеріалу, а також чисту, але водночас міцну природу водню. Було застосовано дизайн фар, який втілює символ водневого бізнес-бренду Hyundai Motor Group, що займається створенням вартості водню, – HTWO. Саймон Россбі, старший віце-президент і керівник Дизайн-центру Hyundai, сказав, що цей автомобіль втілює зусилля компанії в галузі водневої мобільності та сталого розвитку. 